# Éva Dónusz
Éva Dónusz (Vác, 29 de septiembre de 1967) es una deportista húngara que compitió en piragüismo en la modalidad de aguas tranquilas.
Participó en dos Juegos Olímpicos de Verano en los años 1992 y 1996, obteniendo una medalla de oro y otra de bronce en la edición de Barcelona 1992. Ganó trece medallas en el Campeonato Mundial de Piragüismo entre los años 1989 y 1999.

## Palmarés internacional
| Juegos Olímpicos   | Juegos Olímpicos          | Juegos Olímpicos  | Juegos Olímpicos |
| Año                | Lugar                     | Medalla           | Evento           |
| ------------------ | ------------------------- | ----------------- | ---------------- |
| 1992               | Barcelona (España)        | Medalla de bronce | K2 500 m         |
| 1992               | Barcelona (España)        | Medalla de oro    | K4 500 m         |
| Campeonato Mundial |                           |                   |                  |
| Año                | Lugar                     | Medalla           | Evento           |
| 1989               | Plovdiv (Bulgaria)        | Medalla de plata  | K2 500 m         |
| 1990               | Poznań (Polonia)          | Medalla de plata  | K2 500 m         |
| 1990               | Poznań (Polonia)          | Medalla de plata  | K2 5000 m        |
| 1990               | Poznań (Polonia)          | Medalla de plata  | K4 500 m         |
| 1991               | París (Francia)           | Medalla de plata  | K2 500 m         |
| 1991               | París (Francia)           | Medalla de plata  | K4 500 m         |
| 1993               | Copenhague (Dinamarca)    | Medalla de plata  | K2 5000 m        |
| 1993               | Copenhague (Dinamarca)    | Medalla de bronce | K4 500 m         |
| 1994               | Ciudad de México (México) | Medalla de oro    | K4 200 m         |
| 1994               | Ciudad de México (México) | Medalla de plata  | K4 500 m         |
| 1995               | Duisburgo (Alemania)      | Medalla de bronce | K4 500 m         |
| 1998               | Szeged (Hungría)          | Medalla de bronce | K1 200 m         |
| 1999               | Milán (Italia)            | Medalla de bronce | K2 200 m         |